# Smaragdina mangkamensis
Smaragdina mangkamensis is een keversoort uit de familie bladkevers (Chrysomelidae). De wetenschappelijke naam van de soort werd in 1981 gepubliceerd door Tan & Wang.